# Il pasto del leone
Il pasto del leone  è un dipinto a olio su tela (113,7x160 cm) realizzato nel 1907 dal pittore francese Henri Rousseau.

## Storia
La tela è stata, con molta probabilità, esposta nel 1907 al Salon d'Automne. L'artista, prima di realizzare l'opera, ha effettuato degli studi sulla flora tipica della giungla presso i giardini botanici della capitale francese. Per gli animali presenti nel quadro, ha tratto ispirazione dalle illustrazioni che compaiono nei libri per bambini e da riviste scientifiche specializzate. Il quadro fa parte della collezione del Museum of Modern Art di New York dal 1951, grazie alla donazione fatta da un privato.